# Duksung Women’s University

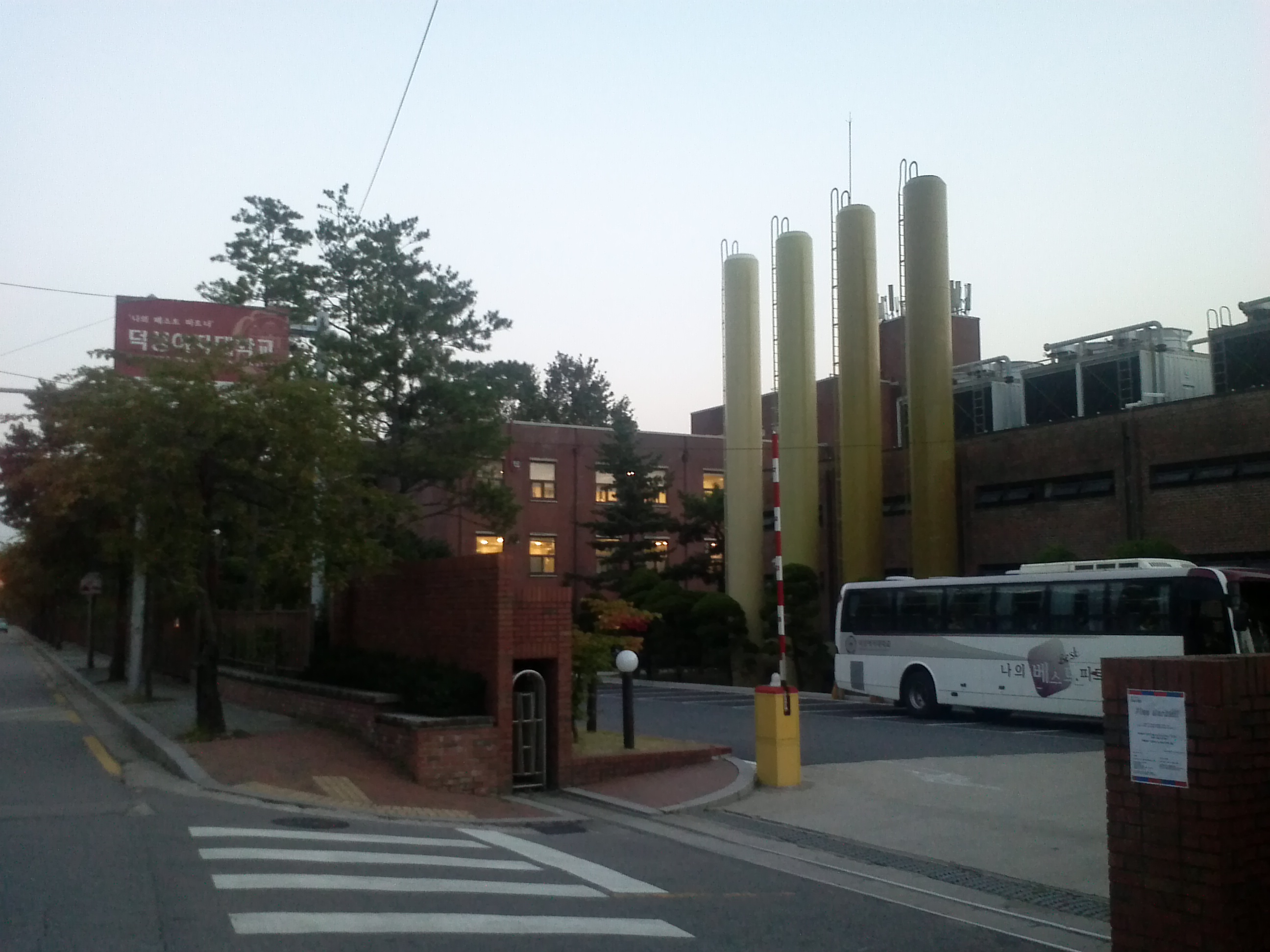
Duksung Women’s University

Die Duksung Women’s University ist eine gemeinnützige private Frauenuniversität in Seoul, Süd-Korea. Sie wurde 1920 von der Frauenrechtlerin und Unabhängigkeitsaktivistin Cha Mirisa (차미리사, 1880–1955) gegründet.

## Studium
Die Duksung Women’s University bietet Kurse und Studienprogramme an, die zu offiziell anerkannten Hochschulabschlüssen wie Bachelor-, Master- und Doktorgraden in verschiedenen Fachbereichen führen. Die angebotenen Studiengänge umfassen Geisteswissenschaften, Sozialwissenschaften, Naturwissenschaften, Informations-  und Medienwissenschaften, Pharmazie, Sozialwissenschaften und Kunst und Design.
An der Universität sind ca. 6000 Studentinnen eingeschrieben. Sie verfügt über einen Lehrkörper von 550 Personen und 120 sonstigen Mitarbeitern. Es werden Bachelorstudiengänge in 6 Fakultäten mit 37 Hauptfächern angeboten. Des Weiteren gibt es 19 Hauptfächer für Masterabschlüsse und Promotion.
Die Zulassung erfolgt über Aufnahmeprüfungen und die Berücksichtigung von vorhergehenden akademischen Leistungen und Noten der Studentinnen. Ausländische Studienbewerberinnen können sich ebenfalls für die Immatrikulation bewerben.
Die Duksung Women’s University betreibt unterschiedliche Einrichtungen für die Studentinnen wie Bibliotheken, Wohnheime und Sportanlagen. Außerdem werden Stipendien, Austauschprogramme, Online-Kurse und Fernunterricht angeboten.
Die Graduate School wurde in der allgemeinen Universitätsbewertung vom koreanischen Rat für Hochschulbildung als Exzellenzuniversität ausgewählt.

## Campus
Der Hauptcampus (Scangmun) befindet sich in Dobong-gu, einem Bezirk im Norden von Seoul, auf dem Gelände des Unhyeongung-Palastes. Er liegt nahe dem Dobongsan-Berg, am Fuß des Bukhansan-Nationalparks.